# Kim Chon-hae
Kim Chon-hae (김천해) (10 mai 1898 - 1969), est un Coréen zainichi qui fut une importante personnalité du parti communiste japonais et l'un des fondateurs de la ligue pro-communiste des Coréens du Japon, ancêtre de l'actuelle Chongryon. Il devient ensuite homme politique en Corée du Nord et occupe divers postes dans le Parti du travail de Corée.

## Biographie
Né en 1898 à Ulsan, Kim Chon-hae se rend au Japon en 1920 et étudie les mathématiques à l'université Nihon de Tokyo. Sur place, il fonde un mouvement de travailleurs coréens et est élu président de l'union fédérale des Coréens zainichi. Détenu comme prisonnier politique, il est libéré le 10 octobre 1945 après la défaite japonaise dans la Seconde Guerre mondiale, et devient membre du comité exécutif du parti communiste japonais.
Bien que la ligue des Coréens ait été fondée comme une organisation non-politique, la nomination de Kim comme conseiller suprême la fait basculer à gauche. Sous son influence, la ligue purge ses membres anti-communistes et, en février 1949, elle rejoint le Front national démocratique coréen. En 1951, Kim est décrit comme « l'homme qui a probablement le plus influencé la ligue dans son basculement politique et dans la continuité de son caractère inflexible ».
Il se rend ensuite en Corée du Nord en 1950 et devient membre du comité central du Parti du travail de Corée. En avril 1956, il devient président du Front démocratique pour la réunification de la patrie et le reste jusqu'aux années 1960.
Les sources officielles nord-coréennes déclarent que Kim est mort en 1969 mais la date précise et les circonstances de sa mort sont inconnues.